# Metro de agua equivalente
En física, el metro de agua equivalente (o mwe, por su nombre en inglés, meter water equivalent) es una medida estándar de la atenuación de los rayos cósmicos en los laboratorios subterráneos. Un laboratorio a una profundidad de {\displaystyle 1000\ mwe} está protegido de los rayos cósmicos de la misma manera en la que un laboratorio a {\displaystyle 1000\ m} bajo la superficie de una masa de agua lo está. Debido a que varios laboratorios a una misma profundidad pueden tener distintos niveles de penetración de los rayos cósmicos, la unidad mwe proporciona una manera conveniente y consistente de comparar los niveles de rayos cósmicos de distintas ubicaciones subterráneas.
La atenuación de los rayos cósmicos es dependiente de la densidad del material que se encuentra sobre las instalaciones, así que el mwe está definido como el producto de la profundidad por la densidad (también conocidos como profundidad de interacción). Debido a que la densidad del agua es {\displaystyle 1\ g/cm^{3}}, {\displaystyle 1\ m} del agua da una profundidad de interacción de {\displaystyle 1\ hg/cm^{2}} ({\displaystyle 100\ g/cm^{2}}). Algunas publicaciones utilizan las unidades de {\displaystyle hg/cm^{2}} en vez de mwe a pesar de que las dos unidades son equivalentes.
Por ejemplo, la Planta Piloto para el Aislamiento de Residuos (o WIPP) localizó que para {\displaystyle 660\ m} de profundidad de una formación de sal se consigue una protección de {\displaystyle 1585\ mwe}. En la Mina de Soudan, a {\displaystyle 713\ m} de profundidad (un 8% más profundo), debido a que se encuentra bajo un terreno rico en hierro se consigue una protección de {\displaystyle 2100\ mwe} (un 32% más).
Otro factor a tener en cuenta es la forma del terreno que se sitúa sobre las instalaciones. Mientras algunos laboratorios están localizados bajo una superficie de tierra plana, muchos otros están situados en túneles dentro montañas. Entonces, la distancia a la superficie en otras direcciones distintas a la de directamente arriba es menor de lo que se supondría para una superficie plana .

## Roca estándar
Además de mwe, la profundidad de un laboratorio subterráneo también puede ser medida en metros de roca estándar. La roca estándar se define para tener un número másico de {\displaystyle A=22}, un número atómico de {\displaystyle Z=11} (sodio) y una densidad de {\displaystyle 2.65\ g/cm^{3}}. Debido a que la mayoría de los laboratorios están bajo tierra y no bajo el mar, la profundidad de roca estándar es a menudo más cercana a la profundidad subterránea real del laboratorio.

## Laboratorios subterráneos
Los laboratorios subterráneos existen en profundidades que varían desde justo bajo la superficie de tierra hasta aproximadamente {\displaystyle 6000\ mwe} en el laboratorio SNOLAB o {\displaystyle 6700\ mwe} en el Laboratorio subterráneo de Jinping, en China.